# Retrat de Maria Llimona
Retrat de Maria Llimona és un quadre de Joaquim Sunyer pintat el 1917 que actualment forma part de la col·lecció permanent del Museu Nacional d'Art de Catalunya.

## Descripció
Joaquim Sunyer, després d'una llarga estada a París entre el 1896 i el 1908, va celebrar una important exposició individual a Barcelona el 1911 que el va consagrar com el pintor capdavanter del moviment conegut com a noucentisme. El 1917, sis anys després de l'esmentada exposició, marca una nova fita en la carrera artística de Sunyer, ja que pinta Cala Forn (vegeu fitxa anterior) i aquest retrat, que són obres decisives del conjunt de la seva producció i, de fet, de la història de l'art català modern. Sens dubte, Sunyer ateny amb aquest oli el punt més alt de la seva trajectòria artística i arriba a la culminació de la seva tasca com a retratista, gènere que, com el del paisatge, cultivarà amb igual fortuna fins al final de la seva vida.
Aquesta obra i altres retrats que va fer en aquesta mateixa època són la culminació del llenguatge pròxim a Cézanne que va conrear Sunyer. Amb pocs elements magistralment conjugats, l'artista va aconseguir una obra de gran força expressiva i de sensibilitat exquisida, en la qual la retratada, filla de l'escultor modernista Josep Llimona, està vigorosament dibuixada, amb trets fisonòmics acusats. Així mateix, un altre assoliment excepcional d'aquest retrat és el subtil tractament del color, que en els anys immediatament posteriors a aquesta obra centrarà l'interès principal de l'artista.